# Florent Alpaerts
Flor Alpaerts, właśc. Florent Alpaerts (ur. 12 września 1876 w Antwerpii, zm. 5 października 1954 tamże) – belgijski kompozytor.
Studiował pod kierunkiem Jana Blockxa. Komponował kantaty, pieśni i utwory na orkiestrę. Znana jest też jego opera Shylock z 1913.